# Inurois
Inurois là một chi bướm đêm thuộc họ Geometridae.

## Các loài
- Inurois brumneus Viidalepp, 1986[1]
- Inurois fletcheri Inoue, 1954[1]
- Inurois fumosa Inoue, 1944[1]
- Inurois membranaria (Christoph, 1881)[1]
- Inurois tenuis Butler, 1879[1]
- Inurois ussuriensis Viidalepp, 1986[1]